# Tour de France 2006 – 7. etapa
- 8. červenec
- Saint-Grégoire - Rennes
- 52 km

## Pořadí v etapě
| *  | Jezdec           | Tým                    | Čas         |
| -- | ---------------- | ---------------------- | ----------- |
| 1  | Serhij Hončar    | T-Mobile               | 1:01:43.000 |
| 2  | Floyd Landis     | Phonak Hearing Systems | + 0:01:01   |
| 3  | Sebastian Lang   | Gerolsteiner           | + 0:01:04   |
| 4  | Michael Rogers   | T-Mobile               | + 0:01:24   |
| 5  | Gustav Larsson   | Francaise Des Jeux     | + 0:01:34   |
| 6  | Patrik Sinkewitz | T-Mobile               | + 0:01:39   |
| 7  | Marcus Fothen    | Gerolsteiner           | + 0:01:42   |
| 8  | Andréas Klöden   | T-Mobile               | + 0:01:43   |
| 9  | Děnis Meňšov     | Rabobank               | + 0:01:44   |
| 10 | Joost Posthuma   | Rabobank               | + 0:01:45   |

- Nejaktivnějším jezdcem vyhlášen - Není

| Žlutý tr.               | Zelený tr.        | Puntíkovaný tr.       | Bílý tr.                 |
| ----------------------- | ----------------- | --------------------- | ------------------------ |
| Serhij Hončar           | Robbie McEven 157 | Jérôme Pineau 28      | Marcus Fothen            |
| Floyd Landis á 1:00,0   | Tom Boonen 147    | David De La Fuente 17 | Thomas Lövkvist á 1:11,0 |
| Michael Rogers á 1:08,0 | Oscar Freire 135  | Fabian Wegmann 15     | Andrej Grivko á 2:08,0   |